# 2004-es labdarúgó-Európa-bajnokság (selejtező – 7. csoport)
A 2004-es labdarúgó-Európa-bajnokság selejtezőjének 7. csoportjának mérkőzéseit tartalmazó lapja. A csoportban Törökország, Anglia, Szlovákia, Macedónia és Liechtenstein szerepelt. A csapatok körmérkőzéses, oda-visszavágós rendszerben játszottak egymással.
Anglia kijutott a Európa-bajnokságra. Törökország pótselejtezőt játszott, amelyet elvesztett és kiesett.

## Tabella
| Hely. | Csapat        | M | Gy | D | V | G+ | G– | Gk  | P  | Továbbjutás                           |     | Anglia | Törökország | Szlovákia | Észak-Macedónia | Liechtenstein |
| ----- | ------------- | - | -- | - | - | -- | -- | --- | -- | ------------------------------------- | --- | ------ | ----------- | --------- | --------------- | ------------- |
| 1.    | Anglia        | 8 | 6  | 2 | 0 | 14 | 5  | +9  | 20 | Kijutott a 2004-es Európa-bajnokságra |     | —      | 2–0         | 2–1       | 2–2             | 2–0           |
| 2.    | Törökország   | 8 | 6  | 1 | 1 | 17 | 5  | +12 | 19 | Pótselejtezőbe került                 |     | 0–0    | —           | 3–0       | 3–2             | 5–0           |
| 3.    | Szlovákia     | 8 | 3  | 1 | 4 | 11 | 9  | +2  | 10 |                                       |     | 1–2    | 0–1         | —         | 1–1             | 4–0           |
| 4.    | Macedonia     | 8 | 1  | 3 | 4 | 11 | 14 | −3  | 6  |                                       | 1–2 | 1–2    | 0–2         | —         | 3–1             |               |
| 5.    | Liechtenstein | 8 | 0  | 1 | 7 | 2  | 22 | −20 | 1  |                                       | 0–2 | 0–3    | 0–2         | 1–1       | —               |               |

## Mérkőzések
| 2002. szeptember 7. |

| Törökország            | 3–0               | Szlovákia |
| ---------------------- | ----------------- | --------- |
| Akın 14' Erdem 44' 65' | (2–0) Jegyzőkönyv |           |

| Ali Sami Yen Stadium, Isztambul Nézőszám: 18 000 Játékvezető: Antonio Jesús López Nieto (spanyol) |

| 2002. szeptember 8. |

| Liechtenstein | 1–1               | Macedónia  |
| ------------- | ----------------- | ---------- |
| Stocklasa 90' | (0–1) Jegyzőkönyv | Hristov 8' |

| Rheinpark Stadion, Vaduz Nézőszám: 2300 Játékvezető: Vitaliy Godulyan (ukrán) |

| 2002. október 12. |

| Macedónia      | 1–2               | Törökország        |
| -------------- | ----------------- | ------------------ |
| Grozdanoski 2' | (1–1) Jegyzőkönyv | Okan 29' Nihat 53' |

| Gradski Stadium, Szkopje Nézőszám: 12 000 Játékvezető: Knud Erik Fisker (dán) |

| 2002. október 12. |

| Szlovákia  | 1–2               | Anglia               |
| ---------- | ----------------- | -------------------- |
| Németh 23' | (1–0) Jegyzőkönyv | Beckham 64' Owen 82' |

| Tehelné pole, Pozsony Nézőszám: 27 000 Játékvezető: Domenico Messina (olasz) |

| 2002. október 16. |

| Törökország                                | 5–0               | Liechtenstein |
| ------------------------------------------ | ----------------- | ------------- |
| Okan 7' Davala 14' Mansız 23' Akın 81' 90' | (3–0) Jegyzőkönyv |               |

| Ali Sami Yen Stadium, Isztambul Nézőszám: 19 000 Játékvezető: Yuri Baskakov (orosz) |

| 2002. október 16. |

| Anglia                  | 2–2               | Macedónia               |
| ----------------------- | ----------------- | ----------------------- |
| Beckham 12' Gerrard 35' | (2–2) Jegyzőkönyv | Šakiri 10' Trajanov 24' |

| St Mary's Stadium, Southampton Nézőszám: 32 095 Játékvezető: Arturo Daudén Ibáñez (spanyol) |

| 2003. március 29. |

| Liechtenstein | 0–2               | Anglia               |
| ------------- | ----------------- | -------------------- |
|               | (0–1) Jegyzőkönyv | Owen 28' Beckham 53' |

| Rheinpark Stadion, Vaduz Nézőszám: 3548 Játékvezető: Georgios Kasnaferis (görög) |

| 2003. március 29. |

| Macedónia | 0–2               | Szlovákia             |
| --------- | ----------------- | --------------------- |
|           | (0–1) Jegyzőkönyv | Petráš 28' Reiter 90' |

| Gradski Stadium, Szkopje Nézőszám: 10 000 Játékvezető: Laurent Duhamel (francia) |

| 2003. április 2. |

| Szlovákia                             | 4–0               | Liechtenstein |
| ------------------------------------- | ----------------- | ------------- |
| Reiter 19' Németh 50' 64' Janočko 89' | (1–0) Jegyzőkönyv |               |

| Štadión Antona Malatinského, Nagyszombat Játékvezető: Darko Ceferin (szlovén) |

| 2003. április 2. |

| Anglia                             | 2–0               | Törökország |
| ---------------------------------- | ----------------- | ----------- |
| Vassell 75' Beckham 90' (11-esből) | (0–0) Jegyzőkönyv |             |

| Stadium of Light, Sunderland Nézőszám: 46 667 Játékvezető: Urs Meier (svájci) |

| 2003. június 7. |

| Macedónia                                      | 3–1               | Liechtenstein |
| ---------------------------------------------- | ----------------- | ------------- |
| Sedloski 39' (11-esből) Krstev 52' Stojkov 82' | (1–1) Jegyzőkönyv | Beck 20'      |

| Gradski Stadium, Szkopje Nézőszám: 6000 Játékvezető: Jaroslav Jara (cseh) |

| 2003. június 7. |

| Szlovákia | 0–1               | Törökország |
| --------- | ----------------- | ----------- |
|           | (0–1) Jegyzőkönyv | Nihat 12'   |

| Tehelné pole, Pozsony Nézőszám: 15 000 Játékvezető: Terje Hauge (norvég) |

| 2003. június 11. |

| Törökország                             | 3–2               | Macedónia                  |
| --------------------------------------- | ----------------- | -------------------------- |
| Nihat 25' Karadeniz 47' Hakan Şükür 57' | (1–2) Jegyzőkönyv | Grozdanoski 23' Šakiri 27' |

| BJK İnönü Stadium, Isztambul Nézőszám: 22 000 Játékvezető: Roberto Rosetti (olasz) |

| 2003. június 11. |

| Anglia                  | 2–1               | Szlovákia   |
| ----------------------- | ----------------- | ----------- |
| Owen 61' (11-esből) 72' | (0–1) Jegyzőkönyv | Janočko 31' |

| Riverside Stadion, Middlesbrough Nézőszám: 35 000 Játékvezető: Wolfgang Stark (német) |

| 2003. szeptember 6. |

| Macedónia   | 1–2               | Anglia                            |
| ----------- | ----------------- | --------------------------------- |
| Hristov 28' | (1–0) Jegyzőkönyv | Rooney 52' Beckham 63' (11-esből) |

| Gradski Stadium, Szkopje Nézőszám: 10 000 Játékvezető: Frank De Bleeckere (belga) |

| 2003. szeptember 6. |

| Liechtenstein | 0–3               | Törökország                        |
| ------------- | ----------------- | ---------------------------------- |
|               | (0–2) Jegyzőkönyv | Metin 14' Okan 41' Hakan Sükür 50' |

| Rheinpark Stadion, Vaduz Nézőszám: 3548 Játékvezető: Dick van Egmond (holland) |

| 2003. szeptember 10. |

| Szlovákia  | 1–1               | Macedónia       |
| ---------- | ----------------- | --------------- |
| Németh 25' | (1–0) Jegyzőkönyv | Dimitrovski 62' |

| Stadium Pod Dubňom, Zsolna Nézőszám: 2286 Játékvezető: Leif Sundell (svéd) |

| 2003. szeptember 10. |

| Anglia              | 2–0               | Liechtenstein |
| ------------------- | ----------------- | ------------- |
| Owen 46' Rooney 52' | (0–0) Jegyzőkönyv |               |

| Old Trafford, Manchester Nézőszám: 64 931 Játékvezető: Knud Erik Fisker (dán) |

| 2003. október 11. |

| Törökország | 0–0         | Anglia |
| ----------- | ----------- | ------ |
|             | Jegyzőkönyv |        |

| Şükrü Saracoğlu Stadion, Isztambul Nézőszám: 45 000 Játékvezető: Pierluigi Collina (olasz) |

| 2003. október 11. |

| Liechtenstein | 0–2               | Szlovákia      |
| ------------- | ----------------- | -------------- |
|               | (0–1) Jegyzőkönyv | Vittek 40' 56' |

| Rheinpark Stadion, Vaduz Nézőszám: 800 Játékvezető: Jouni Hyytiä (finn) |